# フランツ・コンヴィチュニー
フランツ・コンヴィチュニー（Franz Konwitschny, 1901年8月14日（フルネク） - 1962年7月28日（ベオグラード））は、オーストリア＝ハンガリー帝国支配下時代のモラヴィア北部のフルネクに生まれ、ドイツ（ザクセン、バーデン）、冷戦開始後は東ドイツを中心に東側諸国で活動した指揮者。著名なオペラ演出家でベルリン芸術アカデミー会員のペーター・コンヴィチュニーは息子である。

## 略歴
フルネクのドイツ系植民の音楽家の一家に生まれる。チェコスロバキア共和国時代の1920年から1923年までブルノの楽友協会音楽院でヴァイオリンのレッスンを受け、1923年から1925年までライプツィヒ音楽院に在学した。この時代、ヴィルヘルム・フルトヴェングラー時代のライプツィヒ・ゲヴァントハウス管弦楽団でヴィオラ奏者として活動を開始した。
フルトヴェングラーの他にもブルーノ・ワルターやオットー・クレンペラーなどがゲヴァントハウス管弦楽団の客演指揮者を行っていたためか、コンヴィチュニーはいつしか自らも指揮者になることを決意する。1927年にシュトゥットガルト歌劇場に加わり、練習指揮者を始める。3年後には首席指揮者となる。その後、ヴロツワフやフランクフルトなどの各地の歌劇場を歴任する。
戦後、1949年から没年まで、ゲヴァントハウス管弦楽団に戻って首席指揮者を務めた。1953年から1955年までシュターツカペレ・ドレスデンの首席指揮者も兼務し、1955年以降はベルリン国立歌劇場の首席指揮者も務めた。1952年、東ドイツ国家賞を受ける。
ナチス・ドイツと東ドイツの全体主義体制の両方で活動したが、政治的な追い落としは巧みに避けた。
1961年4月にゲヴァントハウス管弦楽団が初来日した時の指揮者でもある。大阪市のフェスティバルホール（大阪国際フェスティバルに参加）、東京都の日比谷公会堂のそれぞれでベートーヴェン交響曲全曲演奏（チクルス）そのほかの演奏を行っている。
当大阪公演及び東京公演により日本初のベートーヴェンチクルスが実現されたと言われている。
二大都市ばかりでなく福岡県八幡市（現北九州市八幡東区）の八幡市民会館、愛知県名古屋市の名古屋市公会堂、福島県郡山市の郡山市民会館でベートーヴェンの交響曲第5番、第6番などの演奏を行っている。
1962年7月28日に演奏旅行先であるユーゴスラヴィアのベオグラードでベートーヴェンの『ミサ・ソレムニス』のリハーサル中に心臓発作により死去した。なお、東ドイツ政府は飛行機で帰国した偉大なマエストロの亡骸を国葬でもって弔った。ザクセン地方ではカトリックは少数派であるが、彼は信心深いカトリック教徒であったといわれている。
コンヴィチュニーは、ライプツィヒ・ゲヴァントハウス管弦楽団の楽長（カペルマイスター）として長期にわたり終生、楽団とともに活動を行った。戦争によって深い傷を負った同オーケストラの復興に、コンヴィチュニーは相当な努力を払った。10年以上にもわたって楽団と苦楽を共にしたためか、その演奏は明晰さを湛えた緻密なものであった。彼の棒裁きは、彼が師と仰ぎ間近で接したフルトヴェングラー同様、正確なリズムを刻むことを嫌い、そこから解き放たれた曲の本質を表した身振りで指揮をした。このことは残された数少ない、短時間の動画像からも窺い知れる。

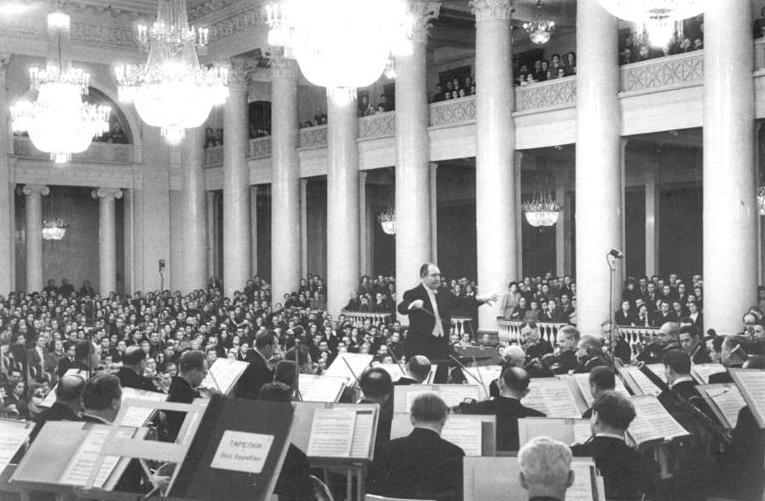
レニングラード・フィルハーモニでの演奏会でゲヴァントハウス管弦楽団を指揮するコンヴィチュニー（1954年1月4日）
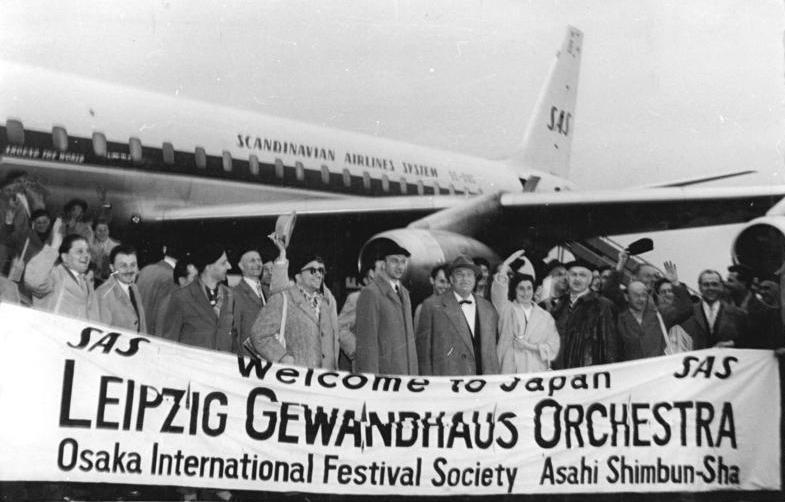
スカンジナビア航空機で 東京国際空港（羽田空港）に降り立った フランツ・コンヴィチュニーと ライプツィヒ・ゲヴァントハウス管弦楽団の一行 1961年（昭和36年）4月12日 夕刻 このあと特別機に分乗して大阪国際空港(伊丹空港)へと向かった。

## レパートリー
得意とするレパートリーは、ベートーヴェンやシューマン、ブルックナーの交響曲のほか、リヒャルト・シュトラウスやマックス・レーガーの管弦楽曲、ワーグナーのオペラであった。なかでもスタジオでのステレオ録音で交響曲全集を残すことができたベートーヴェンをはじめ、シューマン、レーガーの録音は、現在でも評価が高い。一方でパウル・デッサウ、オットマール・ゲルスターやジークフリート・クルツ等、同時代の作曲家の作品の擁護者でもあった。

## 逸話
- 過度の飲酒癖から「コン・ウィスキー」という渾名を付けられていた[6]。緊張する質で、コンサートの前に軽く飲んでから指揮に臨むこともよくあったと伝えられている。『トリスタンとイゾルデ』の公演に、シャンパンを6瓶も飲み干してから臨んだこともあったという[7]。
- ヴァイオリニストのダヴィッド・オイストラフとの相性が良い。双方ともヴィオラ奏者から転じたためであるといわれている。息子ペーター・コンヴィチュニーにいわせるとオイストラフとは家族ぐるみの親交があった。
- レナード・バーンスタイン、ニューヨーク・フィルハーモニックもまた1961年4月に来日しており、4月26日、4月27日はどちらも東京で公演を行っている。コンヴィチュニー/LGO人気の煽りでバーンスタイン/NYPに空席が目立ったという説もある[8]。